# 주캐나다 대한민국 대사관
주캐나다 대한민국 대사관은 1965년 캐나다 오타와에 개설된 대한민국 외교부 소속의 대사관이다. 대한민국 정부는 1963년 1월 14일에 캐나다와 수교했고 1965년 8월 23일에 주캐나다 대한민국 대사관을 설립했다. 대한민국 정부는 오타와에 위치한 대사관 이외에 밴쿠버, 토론토, 몬트리올에 총영사관을 운영하고 있다.

## 역대 공관장
| 대수        | 성명   | 임명        |
| ----------- | ------ | ----------- |
| 제1대 대사  | 이수영 | 1963년 1월  |
| 제2대 대사  | 김용식 | 1964년 7월  |
| 제3대 대사  | 백선엽 | 1965년 8월  |
| 제4대 대사  | 진필식 | 1970년 1월  |
| 제5대 대사  | 김영주 | 1974년 2월  |
| 제6대 대사  | 한병기 | 1977년 5월  |
| 제7대 대사  | 이규현 | 1980년 7월  |
| 제8대 대사  | 노재원 | 1984년 8월  |
| 제9대 대사  | 박수길 | 1988년 6월  |
| 제10대 대사 | 박건우 | 1991년 3월  |
| 제11대 대사 | 신기복 | 1994년 3월  |
| 제12대 대사 | 김항경 | 1996년 10월 |
| 제13대 대사 | 김삼훈 | 1999년 9월  |
| 제14대 대사 | 장기호 | 2002년 9월  |
| 제15대 대사 | 임성준 | 2004년 3월  |
| 제16대 대사 | 김수동 | 2007년 3월  |
| 제17대 대사 | 하찬호 | 2009년 3월  |
| 제18대 대사 | 남주홍 | 2011년 9월  |
| 제19대 대사 | 조희용 | 2012년 7월  |
| 제20대 대사 | 조대식 | 2015년 4월  |
| 제21대 대사 | 신맹호 | 2017년 4월  |
| 제22대 대사 | 장경룡 | 2020년 6월  |
| 제23대 대사 | 임웅순 | 2022년 10월 |

## 같이 보기
- 대한민국-캐나다 관계
- 주한 캐나다 대사관
- 대한민국의 재외공관 목록
- 캐나다 주재 외국공관 목록